# Patriots Day (film)
Patriots Day är en amerikansk biografisk action-dramathriller från 2016, regisserad av Peter Berg och skriven av Berg, Matt Cook och Joshua Zetumer. I filmen medverkar Mark Wahlberg, Kevin Bacon, John Goodman, J.K. Simmons och Michelle Monaghan. Berg och Wahlberg samarbetade tidigare i filmerna Lone Survivor och Deepwater Horizon. Patriots Day handlar om bombdåden vid Boston Marathon 2013 och Bostonpolisens och FBI:s jakt på bröderna Tamerlan och Dzhokhar Tsarnaev som låg bakom bombdåden.
Filmen hade premiär på AFI:s filmfestival den 17 november 2016 och hade USA-premiär den 21 december samma år. Den hade premiär i Sverige den 29 mars 2017.

## Rollista
| Mark Wahlberg      | – Tommy Saunders                   |
| Kevin Bacon        | – specialagent Richard DesLauriers |
| John Goodman       | – polismästare Ed Davis            |
| J.K. Simmons       | – inspektör Jeffrey Pugliese       |
| Michelle Monaghan  | – Carol Saunders                   |
| Alex Wolff         | – Dzhokhar Tsarnaev                |
| Themo Melikidze    | – Tamerlan Tsarnaev                |
| James Colby        | – polischef Billy Evans            |
| Michael Beach      | – guvernör Deval Patrick           |
| Rachel Brosnahan   | – Jessica Kensky                   |
| Christopher O'Shea | – Patrick Downes                   |
| Jake Picking       | – konstapel Sean Collier           |
| Jimmy O. Yang      | – Dun Meng                         |
| Vincent Curatola   | – borgmästare Thomas Menino        |
| Melissa Benoist    | – Katherine Russell                |
| Khandi Alexander   | – förhörsledaren Veronica          |
| Adam Trese         | – John Bradshaw                    |
| Cliff Moylan       | – inspektör John MacLellan         |
| Curtis Bellafiore  | – konstapel Joey Reynolds          |
| Rick Burtt         | – båtägaren David Henneberry       |
| David Ortiz        | – sig själv                        |

## Mottagande
Trots att Patriots Day inte blev någon kassasuccé så fick den ändå mestadels positiva recensioner av kritiker. På Rotten Tomatoes har filmen ett betyg på 81%, baserat på 200 recensioner, och ett genomsnittsbetyg på 6,8 av 10. På Metacritic har filmen genomsnittsbetyget 69 av 100, baserad på 42 recensioner. På CinemaScore fick den betyget A+ på en skala från A+ till F. Tillsammans med Deepwater Horizon prisades Patriots Day för samarbetet mellan Peter Berg och Mark Wahlberg och den utnämndes till en av 2016 års tio bästa filmer.

## Utmärkelser
| Utmärkelse               | Kategori        | Mottagare                                                 | Resultat |
| ------------------------ | --------------- | --------------------------------------------------------- | -------- |
| National Board of Review | Spotlight Award | Mark Wahlberg och Peter Berg (även för Deepwater Horizon) | Vann     |